# Abruka
Abruka (švédsky Abrö, německy Abro) je jeden z estonských ostrovů v Baltském moři.
Abruka se nachází na severním okraji Rižského zálivu, přibližně 12 km jižně od Kuressaare v kraji Saaremaa. Zeměpisné souřadnice středu ostrova jsou 58° 08' 50" severní šířky a 22° 30' 30" východní délky. Ostrov má rozlohu 878 ha.

## Geografie
Abruka se nachází necelých 5 km od jižního pobřeží ostrova Saaremaa, největšího v Západoestonském souostroví. Je obklopen několika dalšími ostrovy a ostrůvky, z nichž největší jsou Vahase na západě, Kasselaid na východě a Linnusitamaa na jihu. Ostrov je dostupný pravidelnou poštovní lodní linkou z kuressaarského přístavu Roomassaare.

## Osídlení
První záznamy o osídlení ostrova pocházejí ze středověku, kdy tu biskup z Kuressaare založil chovný statek. Stálé osídlení začalo v 18. století. Maximální dosažená velikost populace v celé historii ostrova činila 150 lidí. V současnosti má ostrov necelé dvě desítky stálých obyvatel.
Osídlení ostrova se soustředí v jeho severní části jako vesnice Abruka, do jejíhož katastru ovšem patří celý ostrov i s přilehlými ostrůvky a která je sama součástí obce Saaremaa.